# سقوط بازار سهام
سقوط یا ریزش بازار سهام (به انگلیسی: stock market crash) به معنای کاهش چشمگیر و ناگهانی قیمت سهام دربخش‌های مهم و تأثیرگذار بازار سهام است که منجر به کاهش قابل توجهی در ارزش اوراق می‌شود. هراس (panic)به همان اندازهٔ عوامل بنیادی اقتصاد بر سقوط بازار تأثیر می‌گذارد. سقوط‌های بازار اغلب ازحباب اقتصادی بازار سهام پیروی می‌نمایند.
سقوط بازار سهام در واقع پدیده‌ای اجتماعی است که رخدادهای بیرونی اقتصادی با روانشناسی و رفتار جمعی، ترکیب شده‌اند و در یک چرخه متناوب شکل می‌گیرد که در آن فروش توسط برخی از شرکت کنندگان بازار، شرکت کنندگان بیشتری را وادار به فروش می‌کند و در واقع آن‌ها را نسبت به فروش تحریک می‌کند. به‌طور کلی سقوط بازار معمولاً در شرایط زیر رخ می‌دهند:
دوره‌ای طولانی مدت از افزایش قیمت سهام و خوش‌بینی بیش از حد اقتصادی، بازاری که در آن نسبت P/E بیشتر از میانگین بلندمدت می‌شود، و استفاده گسترده از حاشیه بدهی و اهرم توسط شرکت کنندگان بازار.
گاهی کاهش دو رقمی شاخص بازار سهام در یک دوره میان مدت چند روزه را سقوط بازار سهام می‌نامند که البته این تعریف، نمی‌تواند تعریف کمی دقیقی از ریزش بازار سهام باشد. سقوط بازار معمولاً از بازار افتان (bear market) متمایز می‌شود، زیرا سقوط بازار همراه با فروش هول هولکی، و کاهش چشمگیر قیمت‌ها است. بازار افتان اغلب نمایی از دوره‌های کاهش قیمت بازار سهام طی چند سال یا چند ماه را نشان می‌دهد و سقوط بازار سهام هرچند معمولاً در یک بازار افتان به وقوع می‌پیوندد ولی لزوماً این دو به جای هم به کار نمی‌روند. برای مثال سقوط بازار سهام در سال ۱۹۸۷ منجر به ایجاد یک بازار افتان نشد یا بازار نیکی ژاپن در سال ۱۹۹۰ چند سال بازار افتان را تجربه می‌کرد در حالی که هرگز سقوط بازاری در آن به وقوع نپیوست.

## تئوری ریاضی
بررسی خصوصیات ریاضی نوسانات بازار سهام موضوع پرطرفداری بوده‌است. فرض متعارف این بوده که بازار سهام از توزیع تصادفی لگ نرمال (توزیع نرمال لگاریتمی) پیروی می‌کند. در اوایل سال ۱۹۶۳ ریاضیدانی به نام benoit Mandelbrot بیان کرد که آمار، نادرستی این فرض را اثبات می‌کند. مندلبرت بیان کرد که نوسانات بزرگ قیمت (همانند سقوط بازار) بسیار شایع تر از آن هستند که با توزیع لگ نرمال پیش‌بینی شوند. مندلبرت و دیگران اظهار می‌کنند که ماهیت نوسانات بازار با استفاده از آنالیز غیرخطی و مفاهیم تئوری آشوب یا بی نظمی(chaos theory)، بسیار بهتر توضیح داده می‌شود. این موضوع توسط George Soros در شرایط غیر ریاضی مورد بررسی قرار گرفته‌است و وی در مباحث خود به انعطاف‌پذیری بازارها و نوسانات غیرخطی آن‌ها پرداخته‌است.
تحقیقات انجام شده در مؤسسه فناوری ماساچوست حاکی از آن است که سقوط بازار سهام از یک قانون قدرت معکوس پیروی می‌کند. این تحقیقات و مطالعات دیگر از جمله تحقیقات پروفسور Didier Sornett نشان می‌دهد که سقوط بازار سهام بحرانی خودسازمان یافته در بازارهای مالی است. در سال ۱۹۶۳، مندلبرت اظهار کرد تغییرات قیمت به جای پیروی از گام تصادفی (random walk) از پرواز لووی (levy flight) پیروی می‌کند. در واقع پرواز لووی یک گشت تصادفی است که طول گام آن از یک توزیع مشخص پیروی می‌کند و در بعضی از مواقع توسط نوسانات بزرگ به هم می‌خورد و شکسته می‌شود. در سال ۱۹۹۵، Rosario Mantegnad و Gene Stanley سوابق بسیاری از شاخص بازار S&P 500 را مورد تجزیه و تحلیل قرار دادند و بازدهی را طی یک دورهٔ پنج ساله محاسبه کردند. محققان مطالعه این تئوری را ادامه دادند، به ویژه با استفاده از شبیه‌سازی کامپیوتر از رفتار جمعی، و با استفاده از مدلهایی برای تجدید پدیده‌هایی مشابه سقوط بازار.
مؤسسه جدید سیستم‌های پیچیده انگلستان، با استفاده از ابزارهای جدید آنالیز آماری و بادرنظرگرفتن تئوری پیچیدگی، به علائم هشداردهنده‌ای در مورد سقوط بازار پی برده‌است. این تحقیقات نشان می‌دهد هراسهایی (panics) که منجر به سقوط بازار می‌شوند در اثر افزایش تقلید سرمایه‌گذاران از یکدیگر به وجود می‌آیند. درواقع، قبل از هرگونه سقوط بازاری در ۲۵ سال گذشته، از جمله بحران مالی اخیر، افزایش چشمگیر تقلید در بازار، در طول سال رخ داده‌است. این بدان معناست که هنگامی که سرمایه‌گذاران رفتار یکدیگر را دنبال می‌کنند، هراس (در خرید یا فروش) مدت بیشتری به طول می‌انجامد و به آسانی بر بازار تأثیر می‌گذارد؛ و این، یک نشانهٔ هشداردهنده برای سقوط قریب‌الوقوع بازار است.
Hindenburg Omen، که توسط استاد فیزیک Jim Miekka توسعه یافته‌است، یک نشانگر و شاخص بحث‌برانگیز است که برای پیش‌بینی سقوط بازار سهام مورد استفاده‌های بسیاری قرار می‌گیرد. در واقع نشانگری برای پیش‌بینی سقوط بازار است.

## مهم‌ترین سقوط‌های بازار

### سقوط بورس وال استریت، سال ۱۹۲۹
در قرن بیستم، اقتصاد رشد زیادی داشته‌است. این دوران از لحاظ پیشرفت تکنولوژی، عصری طلایی به حساب می‌آید که در آن نوآوری‌هایی همچون رادیو، اتومبیل، حمل و نقل هوایی، تلفن و شبکه برق، ایجاد و توسعه یافتند. سهام شرکت‌های پیشگام در این زمینه‌ها، همچون سازمان رادیوی آمریکا (RCA) و جنرال موتورز، افزایش و رشد چشمگیری را تجربه کردند. شرکت‌های مالی نیز عملکرد خوبی داشتند؛ همچون صندوق‌های سرمایه‌گذاری مشترک وال استریت از جمله گلدمن ساکس. از این رو سرمایه‌گذاران جذب کسب بازده در بازار سهام شدند؛ بخصوص با استفاده از اهرم و حاشیه بدهی.
در تاریخ ۲۴ آگوست ۱۹۲۱، میانگین صنعتی داو جونز ارزشی معادل ۶۳٫۹ داشت. در ۳ سپتامبر ۱۹۲۹، به بیش از ۶ برابر افزایش یافت و به ۳۸۱٫۲ رسید. این شاخص در طی ۲۵ سال بعد، دیگر به این سطح از افزایش نرسید. سپس در تابستان ۱۹۲۹، بازار سهام دچار یک سری کاهش قیمت نگران‌کننده شد. این کاهش‌ها منجر به نگرانی سرمایه‌گذاران و بروز رویدادهایی در تاریخهای ۲۹٬۲۸٬۲۴ اکتبر شد. (که به ترتیب پنجشنبه سیاه، دوشنبه سیاه و سه شنبه سیاه نامیده شدند)
در دوشنبه سیاه، میانگین صنعتی داوجونز ۳۸ واحد کاهش یافت و به ۲۶۰ رسید. (کاهشی معادل ۱۲٫۸٪). طوفانی از فروش، سیستم قیمت‌گذاری معمول را که قیمت فعلی سهام را به سرمایه‌گذاران اطلاع می‌داد، تحت‌الشعاع قرار داد. خطوط تلفن و تلگراف مسدود شدند و همه این‌ها سبب ایجاد خلأ اطلاعات شدند. این خلأ اطلاعاتی تنها منجر به هراس و واهمهٔ بیشتری شد. فناوری عصر جدید، که پیش تر برای سرمایه‌گذاران اهمیت زیادی داشت، حال به مشکلات و رنج‌های آنان افزوده بود.
روز بعد، سه شنبه سیاه، روز آشوب و بی نظمی بود. سرمایه‌گذاران زیادی به دلیل دریافت اخطار کسری ودیعه، مجبور به تسویه کردن و نقد کردن سهامشان شدند؛ و در نتیجه بورس با سفارش‌های فروش بسیاری مواجه شد. در این روز، داوجونز ۳۰ واحد دیگر افت کرد و قیمت بسته شدن آن به ۲۳۰ رسید. سهام جذاب (سهام زرق و برق دار) با نازل شدن ارزش مواجه شدند. در طول دو روز، میانگین صنعتی داوجونز، ۲۳٪ کاهش یافت.
در پایان تعطیلات در ۱۱ نوامبر، شاخص در ۲۲۸ ایستاده بود. بازارها در ماه‌های موفق دوباره تقویت شدند، اما این امر می‌توانست یک بهبود و بازیابی نادرست باشد که منجر به زیان بیشتر برخی از سرمایه‌گذاران شود. در انتهای ژوئیه۱۹۳۲ ارزش میانگین صنعتی داوجونز ۸۹٪ کاهش یافت. این سقوط، رکود بزرگ را به دنبال داشت؛ در واقع بدترین بحران اقتصادی دوران مدرن که بازار سهام و وال استریت را در دهه ۱۹۳۰ به شدت گرفتار کرد.

### سقوط بازار سال ۲۰۰۸–۲۰۰۹
درتاریخ ۱۶ سپتامبر ۲۰۰۸، ورشکستگی و شکست موسسات مالی گسترده در ایالات متحده، «عمدتاً به علت اوراق بهادار وام دون اعتبار(Sub-prime loan) و سواپ نکول اعتباری (credit default swaps) که برای اطمینان دادن به انتشاردهندگان منتشر شده بودند»، به سرعت به بحران جهانی تبدیل شد و منجر به ورشکستگی تعدادی بانک در اروپا و کاهش شدید ارزش سهام و کالا در سراسر جهان شد. ورشکستگی بانک‌ها در ایسلند منجر به کاهش ارزش پول کرون ایسلندی شد و دولت را به ورشکستگی تهدید کرد. در نوامبر، ایسلند قادر به تضمین یک وام اضطراری از صندوق بین‌المللی پول بود. در سال ۲۰۰۸، ۱۵ بانک ایالات متحده ورشکست شدند، درحالی که چندین بانک از طریق مداخلات دولت یا ادغام با بانک‌های دیگر، نجات یافتند. در ۱۱ اکتبر ۲۰۰۸، رئیس صندوق بین‌المللی پول (IMF) هشدار داد که سیستم مالی جهان در آستانهٔ بحران سیستمیک است.
این بحران اقتصادی سبب شد کشورها موقتاً بازارشان را تعطیل کنند.
در ۸ اکتبر، بازار سهام اندونزی، پس از ۱۰٪ افت در یک روز، معاملاتش را متوقف کرد.
تایمز لندن گزارش داد که این بحران، سقوط بازار ۲۰۰۸ نامیده شد و معامله گران قدیمی آن را با دوشنبه سیاه سال ۱۹۸۷ مقایسه می‌کردند. گرچه تنزل ارزش‌ها به میزان ۲۱٪، بزرگتر از تنزل ۲۸٫۳٪ در ۲۱ سال قبل نبود، اما برخی معامله گران معتقد بودند که این تنزل و افت، به مراتب بدتر است. " حداقل آن (دوشنبه سیاه۱۹۸۷)، شوکی کوتاه در یک روز بود. اما این، بی‌وقفه و در کل هفته است؛ بنابراین این بحران تحت عنوان "سقوط بازار سهام" یا "هراس بازار" سال ۲۰۰۸ نامگذاری شد.
ابتدای ششم اکتبر و در طول هفته، میانگین صنعتی داو جونز پایینتر از پنج دوره بسته شد. حجم مبادلات نیز پایین آمد. میانگین صنعتی داوجونز، در بدترین سقوط هفتگی اش، ۱٬۸۷۴ واحد کاهش یافت (یا ۱۸٪)
شاخص S&P500 بیش از ۲۰٪ کاهش یافت. در این هفته، همچنین ۱۰ مورد از بهترین حجم مبادلات NYSE، در ۸ اکتبر، ۹ اکتبر و ۱۰ اکتبر تعیین گردید.
اشاره شده‌است که افت روزانه بازار سهام در آن دوره، به شدت آخرین سقوط بازار سهام در سال ۱۹۸۷ نمی‌باشد. دیگران نیز اظهار کرده‌اند که رسانه‌ها دستکاری شده‌اند و افت بازار سهام، بیش از حد، اعلام شده و آن را سقوط بازار خوانده‌اند تا تفکر رکودی بزرگ را ایجاد کنند.
پس از تعلیق به مدت سه روز مبادله‌ای متوالی، یعنی ۹٬۱۰ و ۱۳ ام اکتبر، بازار سهام ایسلندی در ۱۴ اکتبر بازگشایی شد؛ با شاخص اصلی OMX ایسلند ۱۵، و با قیمت بسته شدن ۶۷۸٫۴ (تقریباً ۷۷٪ پایینتر از قیمت بسته شدن در ۸ اکتبر که ۳۰۰۴٫۶ بود). این موضوع نشان دهنده این واقعیت است که ارزش سه بانک بزرگ، که ۷۳٫۲ درصد از ارزش شاخص OMX را تشکیل می‌داد، به صفر رسیده بود.
در تاریخ ۲۴ اکتبر، بسیاری از بورس‌های سهام دنیا، با کاهشی حدود ۱۰٪ در بسیاری از شاخص‌ها، بدترین افت خود در تاریخ را تجربه کردند. در ایالات متحده، میانگین صنعتی داوجونز ۳٫۶٪ افت کرد (نه به اندازه سایر بازارها). در عوض، دلار آمریکا و ین ژاپن، هردو در مقابل سایر ارزهای اصلی، بخصوص پوند انگلیس و دلار کانادا، افزایش یافتند. بعد از آن روز، معاون بانک مرکزی انگلستان، Charles Bean، اظهار کرد که " این بحران احتمالاً بزرگترین بحران مالی در نوع خود، در تاریخ بشر است. "
در تاریخ ششم مارس ۲۰۰۹، داوجونز نسبت به اوج خود که در ۹ اکتبر ۲۰۰۷ معادل ۱۴۱۶۹ بود ۵۴٪ افت داشت (قبل از شروع بهبود و بازیابی) و به ۶۴۶۹ رسید. (در طول ۱۷ ماه)

## استراتژی‌های کاهش‌دهنده خطرات
یک استراتژی، ایجاد محدودیت‌های معاملاتی است که به آن «مدارشکن» گفته می‌شود، (circuit breakers، یعنی قطع موقت معاملات بورس)، که به معنای توقف معاملات در بازار نقد و توقف مبادلات مربوطه در بازارهای مشتقات است که همه آن‌ها تحت تأثیر نوسانات قابل توجه شاخص بازار هستند.

### ایالات متحده
در ایالات متحده استراتژی به کار گرفته شده بدین ترتیب است که سه آستانه در نظر گرفته شده که هرکدام سطوح مختلف کاهش را بر حسب تغییر واحدهای میانگین صنعتی داوجونز نشان می‌دهند؛ و در ابتدای هرفصل، برای تخصیص ارزشی خاص به هرفصل محاسبه می‌شوند. برای مثال، در سه‌ماهه دوم سال ۲۰۱۱، آستانه ۱ کاهش ۱۲۰۰ واحد، آستانه ۲ کاهش ۲۴۰۰ واحد و آستانه ۳ کاهش ۳۶۰۰ واحد بوده‌است. بنابراین برای هرفصل و هر سه ماه، سه آستانه محاسبه می‌شود و کاهش بر اساس واحدهای داوجونز نشان داده می‌شود.
چنانچه کاهش معادل آستانه ۲، قبل از ساعت ۱ بعدازظهر رخ دهد بازار به مدت ۲ ساعت بسته می‌شود. اگر چنین کاهشی بین ساعت ۱ و ۲ بعدازظهر رخ دهد، یک توقف یک ساعتی ایجاد می‌شود؛ و چنانچه بعد از ساعت ۲ رخ دهد بازار در آن روز بسته خواهد شد.
در صورتی که کاهش معادل آستانه ۳ رخ دهد، صرفنظر از ساعتی که رخ داده، بازار در کل آن روز بسته خواهد شد.

### فرانسه
در فرانسه محدودیت‌های روزانه قیمت، در بازار نقد و بازار مشتقات اجرا شده‌است. اوراق بهادار معامله شده در بازارها با توجه به تعداد و حجم روزانه معاملات، به ۳ طبقه تقسیم می‌شوند و محدودیت‌های قیمت با توجه به طبقه‌ای که اوراق بهادار متعلق به آن هستند، متفاوت است. برای مثال، در طبقه‌ای که نقدشوندگی بیشتری دارند، هنگامی که نوسانات قیمت اوراق بهادار، از ۱۰٪ قیمت بسته شدن روز قبل تجاوز کند؛ تعلیق معاملات و مظنه برای۱۵ دقیقه رخ می‌دهد. پس از ۱۵ دقیقه معاملات ادامه می‌یابند. سپس اگر قیمت بیش از ۵٪ افزایش یا کاهش یابد، مجدداً معاملات برای ۱۵ دقیقه به حالت تعلیق در می‌آیند. ممکن است مرز ۵ درصدی یکبار دیگر قبل از اینکه معاملات برای بقیه روز متوقف شوند، اعمال شود. هنگامی که معاملات در بازار نقد برای یک اوراق بهادار مشخص به علت نوسانات زیاد قیمت به حالت تعلیق در می آید، معاملات بر روی اختیار معامله (option) بر اساس اوراق پایه نیز معلق می‌شود. علاوه بر این، هنگامی که بیش از ۳۵٪ تبدیل به سرمایه کردن شاخص CAC40 را نتوان قیمت‌گذاری کرد، محاسبه شاخص CAC40 معلق شده و این شاخص توسط شاخص روند جایگزین خواهد شد. اگر کمتر از ۲۵٪ تبدیل به سرمایه کردن شاخص CAC40 را بتوان قیمت‌گذاری کرد، مظنه در بازار مشتقات به مدت نیم ساعت معلق می‌شود و اگر ودیعه اضافی طلب شود مظنه به مدت ۱ ساعت معلق می‌شود.